# رالف إرسكين كليلاند

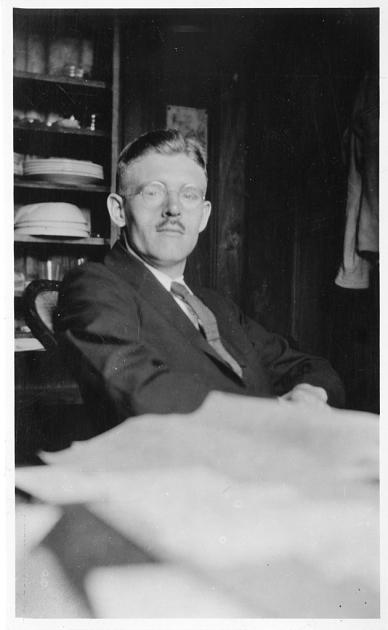
رالف إرسكين كليلاند

رالف إرسكين كليلاند (بالإنجليزية: Ralph Erskine Cleland)‏ (20 أكتوبر 1892 - 11 يونيو 1971) عالم نبات أمريكي في عام 1947 كان رئيس الجمعية النباتية الأمريكية وكان أيضا أستاذ في قسم علم النبات في جامعة إنديانا. 

## روابط خارجية
- National Academy of Sciences Biographical Memoir